# Вероника нителистная
Вероника нителистная (лат. Veronica filifolia) — многолетнее травянистое растение, вид рода Вероника (Veronica) семейства Подорожниковые (Plantaginaceae).

## Распространение и экология
Кавказ: Краснодарский край, между Анапой и Геленджиком, особенно у Новороссийска. Эндемик. Наиболее узкий эндем рода Вероника во флоре бывшего СССР.
Произрастает по известковым склонам, на высоте до 600 м над уровнем моря.

## Ботаническое описание
Стебли многочисленные, высотой 10—30 см, часто почти от основания ветвистые, прямые или приподнимающиеся, скудно курчаво опушённые, густо облиственные. Бесплодные боковые побеги более густо облиственные, чем плодующие, достигают длины в 10 см.
Листья сидячие, светло-зелёные, дважды перистораздельные, с тонкими, почти нитевидными долями.
Кисти в числе 4—8, супротивные, негустые, иногда развиваются и на нижних ветвях. Прицветники линейные, равные чашечке; цветоножки в два-три раза длиннее чашечки, при плодах отклонённые. Чашечка длиной около 5 мм, с четырьмя одинаковыми, почти линейными, острыми долями; венчик молочно-белый, с синими жилками, длиной более 10 мм, легко опадающий, превышает чашечку, с тремя округлыми или округло-почковидными, туповатыми и одной яйцевидной, островатой лопастями.
Коробочка короче долей чашечки, остающихся при ней в виде четырёх тонких зубцов, сильно сплюснутая, плоская, голая шириной около 6 мм, длиной 2—3 мм, к основанию округлая, на верхушке с широкой тупой выемкой. Семена плоские, слабо вогнутые с одной стороны, округлые диаметром около 2 мм, прикрепляются у основания, с поверхности слегка сморщенные.
Цветёт в апреле — мае. Плодоносит в мае.

## Таксономия
Вид Вероника нителистная входит в род Вероника (Veronica) семейства Подорожниковые (Plantaginaceae) порядка Ясноткоцветные (Lamiales).
|  |                                      |  |                                                             |                                                             |                          |  | ещё 21 семейство (согласно Системе APG II) | ещё 21 семейство (согласно Системе APG II) |                          |  |  |  | ещё от 300 до 500 видов |
|  |                                      |  |                                                             |                                                             |                          |  | ещё 21 семейство (согласно Системе APG II) | ещё 21 семейство (согласно Системе APG II) |                          |  |  |  | ещё от 300 до 500 видов |
|  |                                      |  |                                                             | порядок Ясноткоцветные                                      |                          |  |                                            |                                            | род Вероника             |  |  |  |                         |
|  |                                      |  |                                                             | порядок Ясноткоцветные                                      |                          |  |                                            |                                            | род Вероника             |  |  |  |                         |
|  | отдел Цветковые, или Покрытосеменные |  |                                                             |                                                             | семейство Подорожниковые |  |                                            |                                            | вид Вероника нителистная |  |  |  |                         |
|  | отдел Цветковые, или Покрытосеменные |  |                                                             |                                                             | семейство Подорожниковые |  |                                            |                                            |                          |  |  |  |                         |
|  |                                      |  | ещё 44 порядка цветковых растений (согласно Системе APG II) | ещё 44 порядка цветковых растений (согласно Системе APG II) |                          |  |                                            | ещё 90 родов                               | ещё 90 родов             |  |  |  |                         |
|  |                                      |  |                                                             | ещё 44 порядка цветковых растений (согласно Системе APG II) |                          |  |                                            |                                            | ещё 90 родов             |  |  |  |                         |